# Warp pohon

Vizualizace warp pohonu – loď zůstává v bublině normálního prostoru

Warp pohon (anglicky warp drive) je fiktivní technologie vesmírných lodí v univerzu Star Trek. Byl vyvinut pro cestování nadsvětelnou rychlostí a je tedy nejdůležitějším vynálezem každé vesmírné civilizace. Proto se vesmírné civilizace dělí na předwarpové a warpové. Warp pohon používá subprostorový transport, kde je integrita lodi držena gravimetrickým polem.
Hlavní součástí systému takového pohonu je warp cívka, která generuje warpové pole okolo lodi a její napájení zajišťuje velmi výkonné warp jádro.

## Popis
Primární složkou metody warp pohonu ve Star Treku je gravimetrické pole tunelového přesunu, běžněji nazývanou jako warp jádro. Warpový reaktor čerpá energii uvolněnou anihilací hmoty a antihmoty (resp. anihilací C a H neutrin a antineutrin), která poskytuje potřebné množství energie pro napájení warp pohonu. Warp jádra slouží kromě jiného i jako elektrárny (energetické zdroje) pro další primární lodní systémy vesmírných lodí.
Energie vzniká, když se hmota dostane do kontaktu s antihmotou a dojde k procesu zvanému anihilace, přičemž je uvolněno enormní množství kvantové energie ve formě elektromagnetické radiace polaronového typu. K regulaci této reakce jsou využívány dilithiové krystaly, které jsou při bombardování vysokými stupni radiace nereaktivní vůči antihmotě. Obvyklými reaktanty jsou deuterium a antideuterium. Reakční nádoba je obklopena ultravýkonnými magnetickými poli, které potlačují jednak reaktivitu antihmoty a jednak zabraňují tomu, aby se antihmota dostala do kontaktu s materiálem nádoby, což by mělo za následek destrukci lodi.

### Warp jádro
Warp jádro je v podstatě reaktor navazující na dnešní štěpné a fúzní reaktory. Vytváří energii pomocí anihilace deuteria s antideuteriem a tuto energii usměrňuje ve formě warp plazmy. Slouží k napájení pohonů většiny vesmírných lodí ve Star Treku a dalších energeticky náročných zařízení jako jsou zbraně či štíty. V reakční komoře jádra dochází ke vstřikování obou složek „paliva“. Antihmotu si loď musí vést s sebou, kdežto deuterium získává z okolního prostoru díky Bussardovým kolektorům. Výkon je variabilní, dle velikosti a typu reaktoru, řádově se pohybuje v tisících Teradynů ( USS Voyager měl warp jádro o síle 4000 Tdyn. a modifikovaný Deltaplán přes 30 Tdyn. (30Tdyn. byla udaná hodnota výkonu pro udržení transwarpu) )
Doslova čistá energie z reaktoru není použitelná, upravuje se, a to tak, že se nechá proudit přes krystaly dilithia, který jako jediný materiál má vhodné vlastnosti díky struktuře krystalické mřížky a svému chemickému složení. Nelze ho syntetizovat ani v replikátoru. Energie dále pokračuje jako vysokoenergetická plazma, která je vedena hlavně k warpovým cívkám, které vytvářejí warpové pole (subprostorová bublina). Reaktor musí být neustále chlazen a izolován od okolí. Při selhání zapouzdření, překročení tepelné odolnosti nebo poruše stínicích magnetických polí dojde k nekontrolovatelné reakci a explozi, která zničí okolí (jde o řády tisíců kilometrů) nemluvě o poškození subprostoru v daném místě. Takové poškození má za následek výkyvy v rychlosti a směru lodí v budoucnu cestujících danou oblastí, či dokonce znemožnění cesty warpem v daném místě. Warp jádro je možné buď nouzově vystřelit tunelem vedoucím ven z trupu lodi (tato procedura se v mnoha epizodách seriálu ukazuje jako neúčinná proti částečnému poškození systémů lodi), či izolovat celou sekci a fyzicky oddělit část lodě se strojovnou.

### Warp gondoly

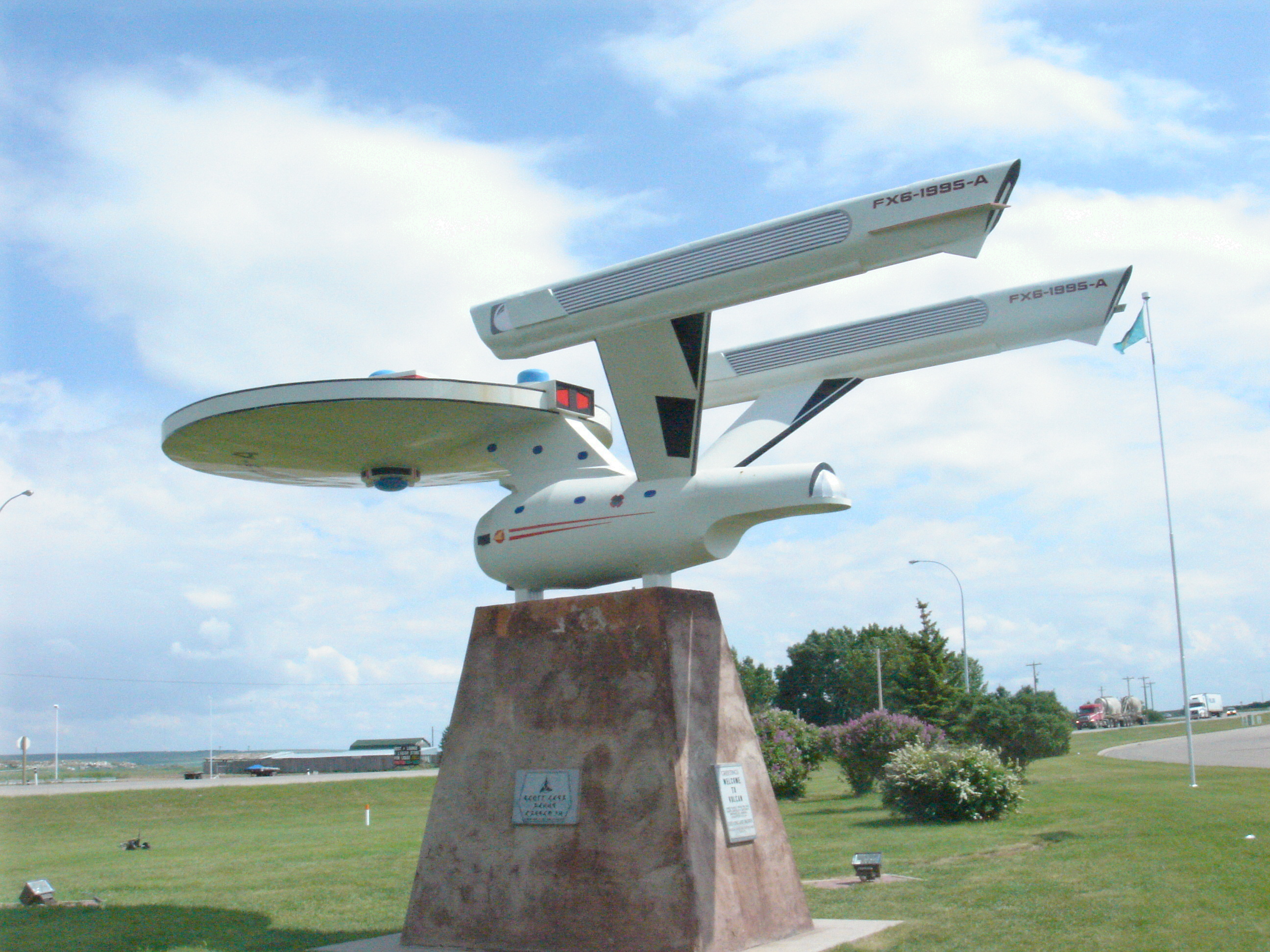
Maketa lodi USS Enterprise-A se dvěma warp gondolami vycházejícími z trupu lodi

Warp gondoly jsou nejčastěji válcovitého až kvádrovitého podlouhlého tvaru a ve světě Star Treku jednou z nejtypičtějších částí hvězdných lodí schopných cestovat nadsvětelnou rychlostí. Jedná se o klíčové součásti celé lodě umožňující její pohyb warp pohonem.
Warp gondoly mají uvnitř sebe warp cívky, které jsou typicky složeny z litého verterium-cortenidu s jádrem slisovaným z wolframu, kobaltu a magnezia, které jsou napojeny na přívody warp plazmy vedené z warp jádra (výjimkou jsou romulanské lodě třídy D'deridex, které jako zdroj energie používají uměle vytvořenou kvantovou singularitu ), které má každá federační loď schopná cestování nadsvětelnou rychlostí. Pomocí gondol se kolem lodi vytvoří tzv. warp pole, které v podstatě vytěsní loď z normálního vesmíru (prostoru). Warpové pole známé také jako subprostorové pole, je subprostorový(é) přesun (vytěsnění), který(é) ohýbá vesmír okolo lodi, což jí umožňuje "jízdu" na distorzi (zakřivení) a tím cestování rychleji než rychlostí světla. To má fyzický efekt redukce setrvačné hmotnosti jakéhokoliv objektu uvnitř pole. Tak je možné překonat rychlost světla navzdory einsteinovským rovnicím.
Vzhledem k radiaci, kterou zde vytváří warp cívky, představují gondoly určité riziko pro posádku uvnitř lodi, proto bývají gondoly umístěny mimo trup lodí. Konkrétní tvar a velikost jak gondol tak pylonů (a tedy i pozice a vzdálenosti gondol vůči lodi) se různí podle třídy lodí. U lodí jiných druhů mimo federaci mohou gondoly být přímo integrovány do trupu lodi (např. Cardassiané), na rozdíl od federačních lodí, u kterých jsou gondoly tradičně umístěny na pylonech, které udržují gondoly v bezpečné vzdálenosti od lodi. Integrace do trupu může znamenat nižší nároky na bezpečí posádky, vyšší odolnost rasy na radiaci a nebo pokročilou technologii stínící tuto radiaci, která pak nezamořuje loď.
Tato variabilita ve tvarech, umístění a dokonce i počtu gondol (byť v naprosté většině případů se jedná o dvě) závisí na přístupu k technologii warp pohonu (když dva dělají totéž, není to totéž). Účinnost warp-pole je potom dána jako součinnost umístění a tvaru gondol, tvaru a rozměrů trupu a tvaru a rozměrů bubliny, přičemž všechny tyto faktory se navzájem ovlivňují (a které samy jsou ovlivňovány dalšími faktory, jako např. kulturní vliv na obecný tvar lodí, výkon warp jádra, velikost zásobníků antihmoty, jejichž zvětšení změní rozměry lodi, podpůrné technologie jako např. stínění radiace warp cívek, atd.).
Různé rasy mohou mít rozdílný přístup k jednotlivým problematikám, které výše uvedené faktory ovlivňují, jako například nároky na pohodlí či bezpečnost posádky (nižší nároky na bezpečnost zvyšují možnosti umístění gondol, nároky na pohodlí ovlivňují velikost lodi, atd.) což vede k rozdílným metodám i možnostem jak vylaďovat součinnost těchto faktorů pro vyšší účinnost warp pole a tím i výsledný tvar lodí.
Gondoly se objevují v historii Star Treku poprvé již u původní USS Enterprise z roku 1966. Během následujících let, které představovala hlavně tvorba filmů, si získaly záření typicky modré barvy, což platí především pro federační lodě. Například gondoly klingonských a romulanských lodí vydávají záři nazelenalou.

## Transwarp pohon
Transwarp pohon (anglicky transwarp drive) je mnohem výkonnější než běžně používaný warp pohon. Transwarp je využíván především Borgy a Vothy, jejich technologie se ale od borgského transwarpového jádra technologicky i konstrukčně liší. Ve 23. století byl prováděn pokus o trans warp, ale zapříčiněním pana Scotta byl pokus neúspěšný, protože pokusná loď Excelsior stíhala Enterprise

### Popis
Základem transwarpového pohonu je transwarpová cívka s antibosonovým slučovacím reaktorem a samozřejmě deflektor. Rychlost transwarpu začíná na 10,325 warp jednotkách (klasický warp je do rychlosti 9,96381). Stabilní transwarp technologii, pokud jde o vědomost Federace, mají jen Borgové a Vothové. Posádka lodi Spojené federace planet USS Voyager přizpůsobila transwarpovou cívku, kterou odcizila z borgské krychle, a instalovala ho na Deltaplán a později B'Elanna Torresová přizpůsobila systém Voyageru (částečně dle návrhů Sedmé z devíti) pro tuto cívku, která jim pomohla překonat vzdálenost 20 tisíc světelných let. Transwarp pohon borgských lodí není oproti Vothským přizpůsoben na stálé spuštění. Pro spuštění je potřebné nejdříve zadat přesné koordináty a poté vypočítat kvantovou matici. Po zadání kvantové matice dojde ke spouštěcí sekvenci transwarpu. Nejprve je rozkódována kvantová matice, poté dojde k nabití transwarp cívek a k emisi bosonů do flukčního systému transwarp reaktoru a k vystřelení tachyonového pulzu na úrovni rezonanční transwarpové frekvence, a v poslední fázi dojde k vytvoření resp. vygenerování transwarp tunelu a k tzv. transwarp skoku. Borgské krychle navíc kvůli své extrémní velikosti generují pole strukturální integrity dopředu před krychlí, kvůli extrémnímu gravimetrickému namáhání a vstupnímu řezu při přechodu do transwarpového prostoru (resp. tunelu), a dále chronitonové pole uvnitř krychle k vyrovnání časových distorzí a udržení všech částí krychle časově synchronizované. Impuls vytvořený transwarp pohonem umožňuje vesmírným lodím (borgským krychlím) dostat se na dané místo velikou rychlostí v nejkratším časovém intervalu při maximální efektivitě (která je Borgům vlastní).
Součástí transwarp technologie jsou i tzv. transwarp uzly. V Galaxii je jich jen šest, jeden z nich se nachází i v kvadrantu delta. Umožňuje jakékoliv lodi s propulzním pohonem (minimálně warp 2,343) dostat se na jakékoliv místo v Galaxii během méně než deseti minut. Transwarp uzel v kvadrantu delta byl zničen posádkou Voyageru za použití transfázových torpéd.

## Historie warpu na Zemi
První warp motor na Zemi postavil v letech 2053–2063 Zefram Cochrane, který jej poté instaloval na vyřazenou balistickou raketu Titan V. Tuto první nadsvětelnou loď pojmenoval Phoenix a 5. dubna 2063 s ní provedl první úspěšný test ve vesmíru. Phoenix odstartoval z Bozemanu v Montaně v USA. Po této úspěšné zkoušce, která upoutala pozornost Vulkánců, mimozemské rasy, která kolem Země náhodou prolétala, proběhl první kontakt mezi lidmi a mimozemšťany.